# Prodoxidae

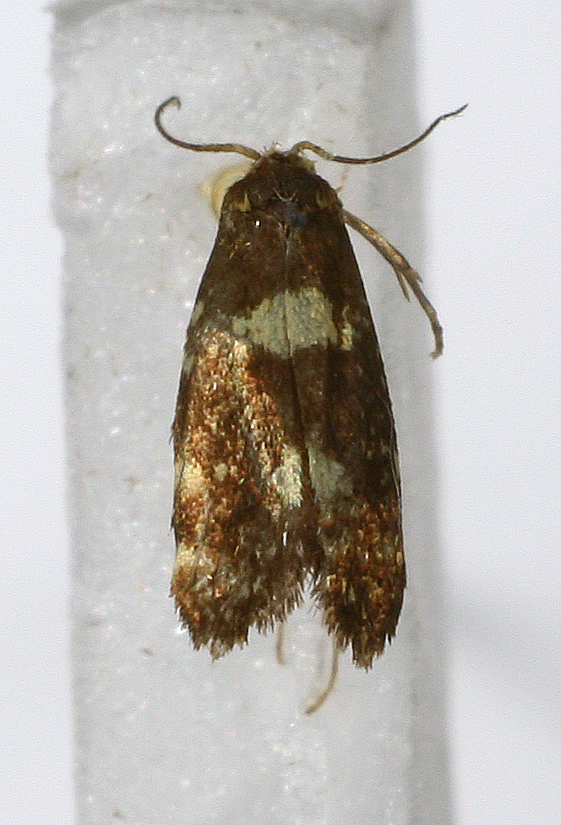
Lampronia corticella

Prodoxidae là một họ bướm đêm nguyên thủy trong lớp monotrysia, bộ Cánh vẩy. Một số loài bướm đêm kích thước nhỏ đến trung bình này bay vào ban ngày, như loài Lampronia capitella. Các loài khác phân bố ở Africa và châu Á.Tetragma gei ăn Geum triflorum ở Hoa Kỳ. Greya politella đẻ trứng trên hoa của Saxifragaceae. 5 chi sau sống ở các vùng khô của Hoa Kỳ. Prodoxoides asymmetra phân bố ở Chile và Argentina (Nielsen and Davis, 1985), nhưng các loài bướm trong chi prodoxid phân bố ở phỉa bắc. Chi Tridentaforma đôi khi được xếp vào đây và giả thiết rằng nó có quan hệ gần với Lampronia, trong khi các tác giả khác xem nó là incertae sedis có quan hệ gần với họ Adelidae.

## Hình ảnh

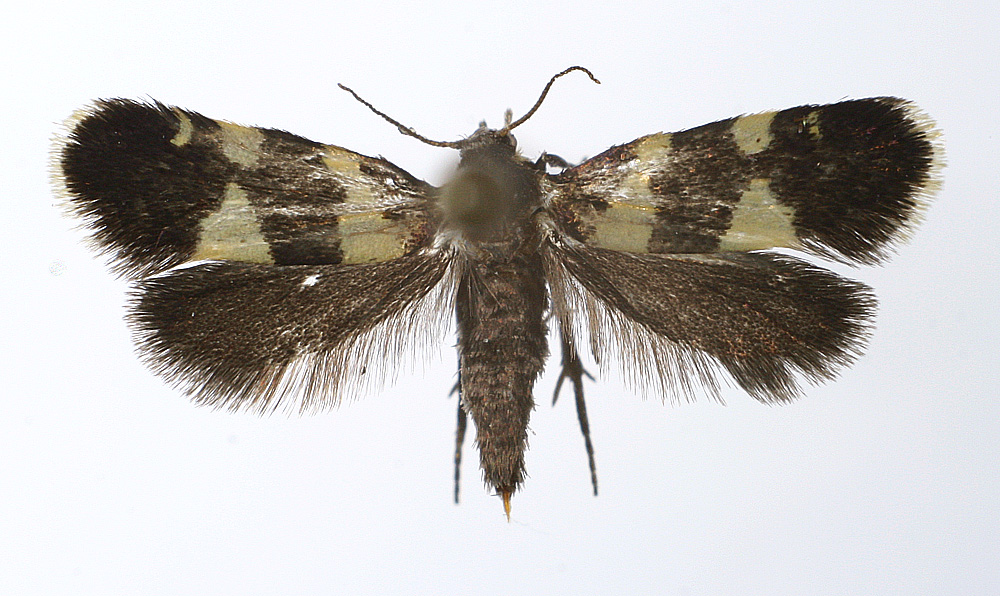
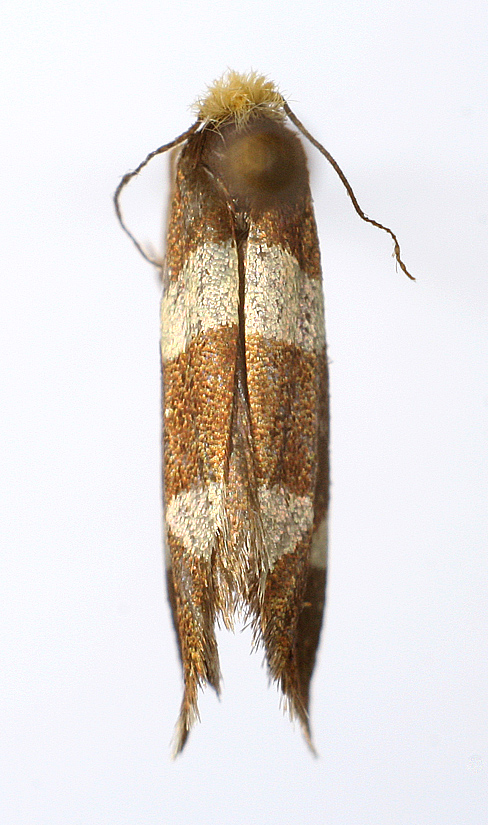